# Tilley Endurables

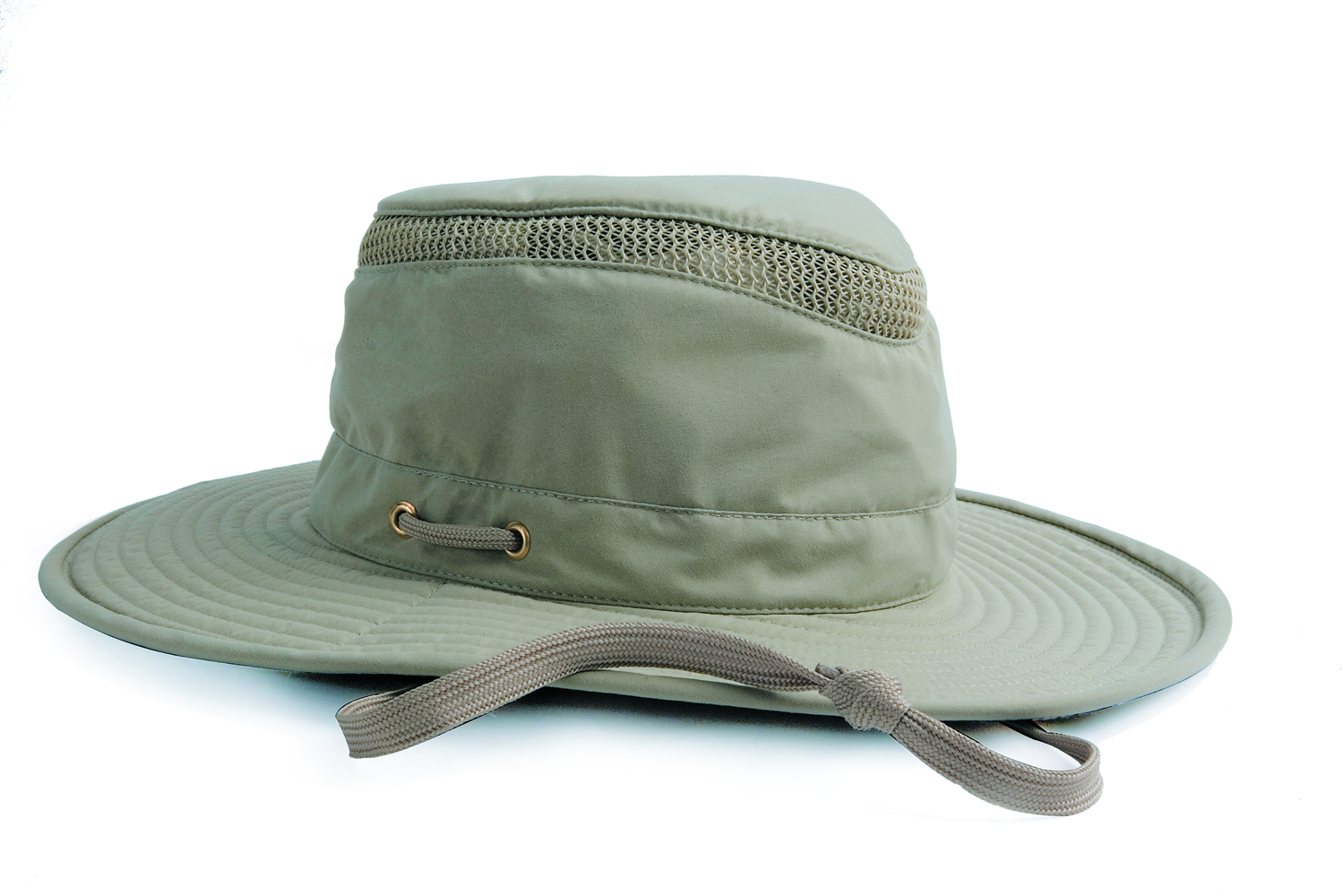
Chapeau emblématique de la firme Tilley Endurables

Tilley Endurables est une société canadienne spécialisée dans la confection de vêtements. Elle a été fondée par Alex Tilley. Elle est bien connue pour ses chapeaux artisanaux appelés chapeaux Tilley.